# 乌克兰第81空中突击旅
第81空中突击旅是乌克兰空降突击军中的一个旅。该旅参加過顿巴斯战争和2022年俄羅斯入侵烏克蘭的防禦作戰。 

## 历史
2014年秋季，烏克蘭第25空降旅中的一部分獨立出來組成第81空中突击旅。该旅下轄第90和第122独立空降营。 该旅参加過第二次頓涅茨克機場戰役。 2015年6月9日，該旅的中尉伊万·祖布科夫因在第二次頓涅茨克機場戰役中陣亡而被追授乌克兰英雄称号。当年12月30日，该旅的第90营以祖布科夫的名字命名。
2022年俄羅斯入侵烏克蘭期间，俄罗斯国防部表示，2022年4月24日至25日夜间，俄罗斯导弹部队朝該旅所在地發射導彈。
2022年9月10日，该旅参与了第二次利曼战役。9月24日，俄罗斯军事博主表示，第二塞利夫卡全境的一半被该旅佔領，當地位於利曼以北10公里。